# Emmanuel Strosser
Emmanuel Strosser est un pianiste français, né à Strasbourg en 1965, fils du metteur en scène Pierre Strosser.

## Biographie
Il se forme d'abord auprès d'Hélène Boschi puis au Conservatoire national supérieur de musique et de danse de Paris auprès de Jean-Claude Pennetier et de Christian Ivaldi.
Il est professeur de piano au Conservatoire national supérieur de musique et de danse de Paris et professeur de musique de chambre au Conservatoire national supérieur de musique et de danse de Lyon.
Emmanuel Strosser a signé une discographie importante, notamment en musique de chambre : les deux Quintettes de Gabriel Fauré avec le quatuor Rosamonde, les Danses slaves de Dvorak pour piano 4 mains avec Claire Désert.
En février-mars 2023, il accompagne au piano l'orchestre de l'Opéra national de Paris dans le Concerto pour piano no 2 de Tchaïkovski, musique de Ballet impérial, lors de l'entrée de celui-ci au répertoire du ballet de l'Opéra national de Paris.